# 1970 في السعودية
تحتوي هذه المقالة على أهم الأحداث التي شهدتها السعودية في 1970، إضافة إلى أهم الشخصيات السعودية التي وُلدت أو تُوفيت في هذه السنة.

## السياسة

### الحكم
الملك: فيصل بن عبد العزيز آل سعود

## أحداث
- تدشين سد وادي جازان.

### يناير
- 7: وزير الدفاع السعودي سلطان بن عبد العزيز يصل إلى باريس وذلك أثناء وجود الملك فيصل بن عبد العزيز بها في زيارة خاصة.[1]
- 18: التصديق على حل مسألة المنطقة السعودية الكويتية المحايدة.

### فبراير
- 10: صدور العدد الأول من السنة الثانية لمجلة الجامعة الإسلامية بالمدينة النبوية وقد طبع العدد في مطابع مؤسسة الطباعة والنشر بجدة. [2]
- 24: ارامكو تسلم مديرية تعليم البنات بالمنطقة الشرقية مدرستين جديدتين للبنات في مدينة الخبر أحدهما مدرسة ابتدائية والأخرى متوسطة، تضم المدرسة الابتدائية 21 فصلًا دراسيًا تستوعب 630 طالبة بينما تضم المدرسة المتوسطة خمسة فصول دراسية تستوعب 150 طالبة.[3]
- 24: إقامة مهرجان رياضي لألعاب القوى في مدينة عنيزة بمنطقة القصيم تحت رعاية عبدالرحمن العليان. [4]

### مارس
- 3: افتتاح مستشفى القويعية الواقع بمدينة القويعية التابعة لمنطقة الرياض حيث تم تجهيزه بالأثاث والأدوات والمعدات الطبيعة اللازمة وقد بلغت تكلفته 1.100.370 ريال.[5]
- 17: صدور العدد الأول من مجلة اليمامة وقد تضمن العدد بعض الأحاديث الشيقة عن الصحافة والفن والأدب.[6]
- 24: إقامة مؤتمر وزراء الخارجية الإسلامي في قصر الضيافة بمدينة جدة وبحضور جلالة الملك فيصل بن عبدالعزيز آل سعود. [7]
- 24: أمير محافظة الخرج سعد بن محمد بن مقرن يقوم بافتتاح المعارض الفنية لمدارس البنات بمدينة الخرج، منها المدرسة الثالثة و الأولى و مدرسة اليمامة و مدرسة الهياثم.[8]

### أبريل
- 7: شركة التعاون السعودية تبدأ بتمديد أنابيب مياه الشرب لمدينة بريده الواقعة بمنطقة القصيم.[9]
- 7: انعقاد مجلس القضاء الأعلى برئاسة الشيخ عبدالله بن عبدالرحمن الجاسر رئيس هيئة التمييز بالمنطقة الغربية وهو الإجتماع الأول منذ وفاة الشيخ محمد بن ابراهيم رئيس القضاة الأول.[10]
- 14: جمعية النهضة السعودية بالرياض تقيم معرضها السنوي للأشغال اليدوية في مقر نادي فتيات الجزيرة الثقافي الواقع في شارع المطار بمنطقة السليمانية وبرعاية الأمير سطام بن عبدالعزيز.[11]
- 14: انتهاء جلسات مؤتمر مدراء و رؤساء محطات الملاريا بالمملكة العربية السعودية والمقام في محطة الملاريا بالدمام حيث ناقش المؤتمر عدة أمور تتعلق بمرض الملاريا وقد استمر انعقاده لمدة أسبوع.[12]
- 28: زيارة الوفد البحريني إلى السعودية برئاسة الشيخ خليفة بن سلمان رئيس مجلس الدولة والشيخ محمد بن مبارك رئيس دائرة الخارجية في حكومة البحرين والسيد محمود العلوي رئيس إدارة المالية والاقتصاد الوطني وقد استضافه الأمير خالد بن عبدالعزيز ولي العهد السعودي. [13]
- 28: صدور أمر ملكي باعفاء أهالي مدينة الأحساء من قيمة استهلاك الماء لما قبل تاريخ 21 ربيع الثاني لعام 1388 هـ. [14]
- 28: المملكة تصدر 25 طنًا من التمور كهدية لجمهورية الصومال والتي جهزت في مصنع التمور السعودي بالأحساء.[15]

### يوليو
- اعتراف السعودية بالنظام الجمهوري باليمن الشمالي وتبادل التمثيل الدبلوماسي[16][17]
- 7: انفجار كارثي في الرياض تسببت بها شاحنة كبيرة محملة بأنابيب غاز بعد تسرب الغاز من أحد الأنابيب ولكونها كانت قريبة من مصدر حراري ناتج عن حرارة فرن يقع بالقرب من مكان الشاحنة، وقد أدى الانفجار إلى تدمير أكثر من سبعة منازل و استشهاد ثمانية مواطنين و إصابة 15 آخرين.[18]
- 7: المملكة العربية السعودية تشارك في مؤتمر البحوث الزراعية وشئون المياه والمقام في واشنطن - الولايات المتحدة الأمريكية.[19]

### أغسطس
- 4: وزارة الصحة السعودية تعلن عن الافتتاح القريب لمستشفى في مدينة الرس بمنطقة القصيم. [20]
- 11: جمهورية مصر تتلقى قسط الدعم العربي للربع السنوي من المملكة العربية السعودية و قيمته عشرة ملايين و 262 جنيه.[21]
- 11: المركز الصيفي بمدينة عنيزة حفل كبير لسباق الدراجات واشترك فيه الهيئات والنوادي الآتية: النادي العربي، نادي النجمة، مركز عنيزة الصيفي، مركز بريدة الصيفي، مركز التدريب المهني.[22]
- 18: فريق القادسية يفوز على فريق الاتفاق بهدفين مقابل هدف واحد ويحقق المركز الأول بينما حصل فريق الاتفاق على المركز الثاني و فريق هجر والنهضة في المركز الثالث و فريق الخليج بالمركز الرابع والأخير. [23]

### سبتمبر
- 22: انعقاد قمة عربية في القاهرة بدعوة من الرئيس المصري جمال عبد الناصر لحل مسألة القتال بين الفلسطينيين والأردنيين، وقد انعقدت بمشاركة السعودية إلى جانب كل من مصر وسوريا وليبيا والسودان والكويت وتونس واليمن الشمالي واليمن الجنوبي، حيث تمكنت أخيراً من التوصل إلى وقف لإطلاق النار بين الطرفيين في 25 سبتمبر من العام نفسه بالإضافة إلى إطلاق سراح عدد من القادة الفلسطينيين.[24]

### نوفمبر
- 11: قيام الملك فيصل بوضع حجر أساس إنشاء مستشفى الملك فيصل التخصصي ومركز الأبحاث.[25]

## مواليد
- علي الحازمي، أديب وشاعر.
- حمود الصهيبي، شاعر وكاتب.
- سعود بن عبد الله بن محمد آل سعود، شاعر وكاتب.
- عبد الرحمن الحوتان، شاعر وكاتب.

### يناير
- 4: أحمد جميل، لاعب كرة قدم سابق.[26]

### يوليو
- 15: محمد العريفي، داعية إسلامي.

### سبتمبر
- 2: خليل جلال، حكم كرة قدم.

### نوفمبر
- 11: فهد المهلل، لاعب كرة قدم سابق.

## وفيات

### فبراير
- 10: عبدالعزيز بن العلي المنصور الرجيعي أحد أعضاء هيئة الأراضي في مدينة بريدة بمنطقة القصيم.[27]

### ديسمبر
- 1: حمزة غوث، صحفي وسياسي سابق (و. 1880).